# نبرد الیس

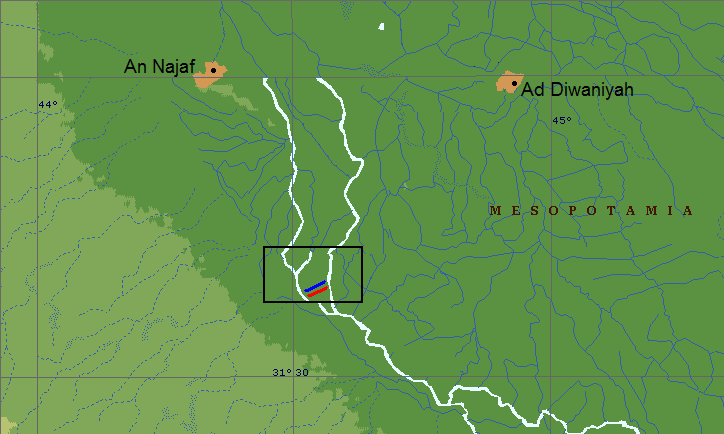
محل جنگ اُلیس

نبرد اُلیس (به انگلیسی: Battle of Ullais) این جنگ به نهر الدم نیز مشهور است. در ماه صفر (در صحت این تاریخ جای تردید است) ۱۲ (قمری) ۶۳۳ میلادی و در زمان خلافت ابوبکر، بین سپاه سلطنتی ساسانی و اعراب در حمله اعراب به ایران در منطقهٔ الیس در عراق در ناحیهٔ البادیه در نزدیکی رود فرات اتفاق افتاد. در این جنگ افراد قبیلهٔ بکر بن وائل به دوقسمت تقسیم شدند، قسمتی به سپاهیان ایران کمک می‌کردند، و قسمت دوم به لشکر خالد بن ولید پیوستند.

## پیشینه جنگ
در اثنای جنگ مذار یا جنگ رودخانه گروه زیادی از اعراب بکر بن وائل و بنی عجل بر خاک هلاکت افتادند. از آنجا که بخش عظیمی از این کشته شدگان مسیحی بودند، ترسایان اهواز و حیره و موصل به دربار ایران نامه نوشته اظهار داشتند که «ما در خاک ایران بسر می‌بریم و آماده‌ایم تا دولت را در امر نبرد یاری کنیم و با مسلمانان بجنگ برخیزیم.» و از ایران خواستند که آنها را از لحاظ نیرو و نفر یاری کند. یکی از سرداران ایرانی بنام بهمن جادویه که در جنگ ولجه حضور داشت، از این قضیه آگاه شد و از دربار خواست تا وی را دربارهٔ رفتاری که می‌بایستی با مسیحیان مزبور در پیش گیرد، راهنمایی کنند. پادشاه ساسانی پیامی به بهمن جادویه که در (قسیاثا) بود، نوشت که در هر صورت با لشکر همراه با اعراب بکر بن وائل و بنی عجل متحد شده به سوی الیس حرکت کن. «بهمن جادویه» همراه با یکی دیگر از فرماندهان سپاه به نام بهمن جاپان به سوی الیس حرکت کردند، در نیمه راه مابین دو راهی «حیره» و «آبله» خبر بیماری پادشاه به بهمن رسید، بهمن جادویه به‌ناچار از سردار بهمن جاپان جدا شد و به تیسفون برگشت.

## جنگ الیس
بهمن جاپان راه آلیس را در پیش گرفت. در ناحیهٔ آلیس جنگ شدیدی مابین ایرانیان و مسیحیان اعراب که با ایرانیان هم‌پیمان بودند و لشکر مسلمانان به فرماندهی خالد بن ولید درگرفت، خالد بهمن جاپان را بکشت، با آنکه تعداد سپاهیان فارسی از مسلمانان بیشتر بودند، اما باز هم مسلمانان در این جنگ نیز پیروز شدند. همچنین سردار مسیحیان نصرانی عرب، عبدالأسود العجلی نیز کشته شد و باقی‌ماندهٔ لشکر عبدالأسود العجلی به اسارت خالد درآمدند. خالد نذر کرده بود که اگر در جنگ پیروز شد، تمام اسیران جنگی مسیحیان عرب را که به یاری سپاهیان پارسیان شتافته بودند، در رودخانه گردن بزند، سواران گروه گروه از آنها که همراه لشکر پارسیان جنگیده بودند می‌آوردند و خالد کسانی را معین کرده بود که گردنشان را در رود می‌زدند، چنان‌که تمام آب رودخانه خون‌آلود شده‌بود، لذا نام این رود نهر الدم گذاشته شد. بعد از جنگ الیس خالد به امغیشیا رفت که در واقع شهری بود در آن حدود و اُلیس قریه‌ای یا قلعه‌ای از مضافات آن بشمار می‌آمد. آنجا را خود مردم تقریباً خالی کرده بودند. با اینهمه غنیمت بسیار در آنجا بچنگ خالد و اعراب افتاد و خالد شهر را که خود تا حدی متروک مانده بود، ویران کرد و از آنجا آهنگ حیره نمود. پیش از حرکت چنان‌که از روایت بلاذری بر می‌آید با مردم این حدود صلحی کرد، بر آنکه مسلمانان را یاری و راهنمایی کنند و در بین ایرانیان به سود اعراب جاسوسی نمایند.